# Південний острів (Острови Петра)
Півде́нний о́стрів (рос. Южный остров) — невеликий острів у морі Лаптєвих, є частиною островів Петра. Територіально відноситься до Красноярського краю, Росія.
Висота до 13 м на південному заході. Розташований біля східного узбережжя півострова Таймир, на південний схід від острова Північного (відмежований протокою Мод).
Острів має неправильну трикутну порізану форму. На північному заході та південному сході утворюються півострови, між якими знаходиться бухта Норд. Крайні точки: південно-західна — мис Очікування, південно-східний — Південний мис. Вкритий болотами, на півночі є невелике озерце, оточений мілинами.
Відкритий В. В. Прончищевим в 1736 році.
| Росія | Це незавершена стаття з географії Росії. Ви можете допомогти проєкту, виправивши або дописавши її. |

1. ↑  GEOnet Names Server — 2018.